# Jardín de Shakespeare

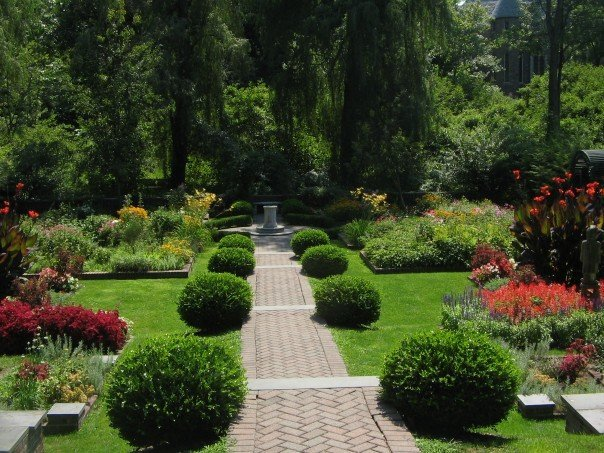
Un jardín de Shakespeare en el Vassar College, Estados Unidos.

Un jardín de Shakespeare (en inglés Shakespeare garden) es un jardín temático que cultiva plantas mencionadas en las obras de William Shakespeare. En los países anglosajones, en particular los Estados Unidos, a menudo son jardines públicos asociados a los parques, universidades y festivales de Shakespeare. Jardines de Shakespeare son los sitios de interés cultural, educativo y romántico y puede haber lugares para bodas al aire libre.
Las placas junto a las plantas suelen proporcionar las citas pertinentes. Un jardín de Shakespeare por lo general incluye varias docenas de especies, ya sea en la profusión herbácea o en una disposición geométrica con divisores de boj. Características típicas son pasillos y bancos y un busto resistente a la intemperie de Shakespeare. Los jardines de Shakespeare pueden acompañar a reproducciones de arquitectura isabelina. Algunos jardines de Shakespeare también cultivan especies típicas de la época isabelina, pero que no se mencionan en obras de teatro o de poesía de Shakespeare.

## Shakespeare
Shakespeare tiene fama de haber sido un jardinero ávido, aunque sus oportunidades en Londres habrían sido muy limitadas. En enero o febrero de 1631 Sir Thomas Temple, primer Barón de Stowe, estaba deseoso de enviar a su jardinero para las podas de las vides en la New Place, Stratford, la casa de retiro de Shakespeare. En la carta superviviente de sir Thomas Temple, sin embargo, no hay ninguna nota de una conexión de Shakespeare: conocía la bondad de las viñas de su cuñada, cuya casa estaba cerca. El resurgimiento del interés en las flores mencionadas en las obras de Shakespeare surgió con la reactivación de cultivo de flores en el Reino Unido. Un documento temprano de Paul Jerrard, Flowers from Stratford-on-Avon ['Flores de Stratford-on-Avon']) (Londres 1852), en la que Jerrard intentó identificar referencias florales de Shakespeare, en un ejercicio puramente literario y botánico, como los de J. Harvey Bloom (El jardín de Shakespeare Londres: Methuen, 1903) o FG Savage, (The Flora and Folk Lore of Shakespeare Cheltenham: E.J. Burrow, 1923). Esta industria paralela continúa hoy.
Un pequeño jardín botánico de unos cuarenta árboles mencionados por Shakespeare fue plantado en 1988 para complementar el jardín de la Casa de campo de Anne Hathaway en Shottery, a una milla de Stratford-on-Avon. "Los visitantes pueden sentarse en el banquillo de diseño especial, mirar a la casa de campo, presionar un botón y escuchar a uno de los cuatro sonetos de Shakespeare leídos por actores famosos", el sitio web oficial informa al posible visitante. Una cabaña de sauces vivos hecha de sauces que crecen, inspirado en las líneas en Noche de Reyes, es otra de las características, y un laberinto de tejos.

## New Place, Stratford-on-Avon

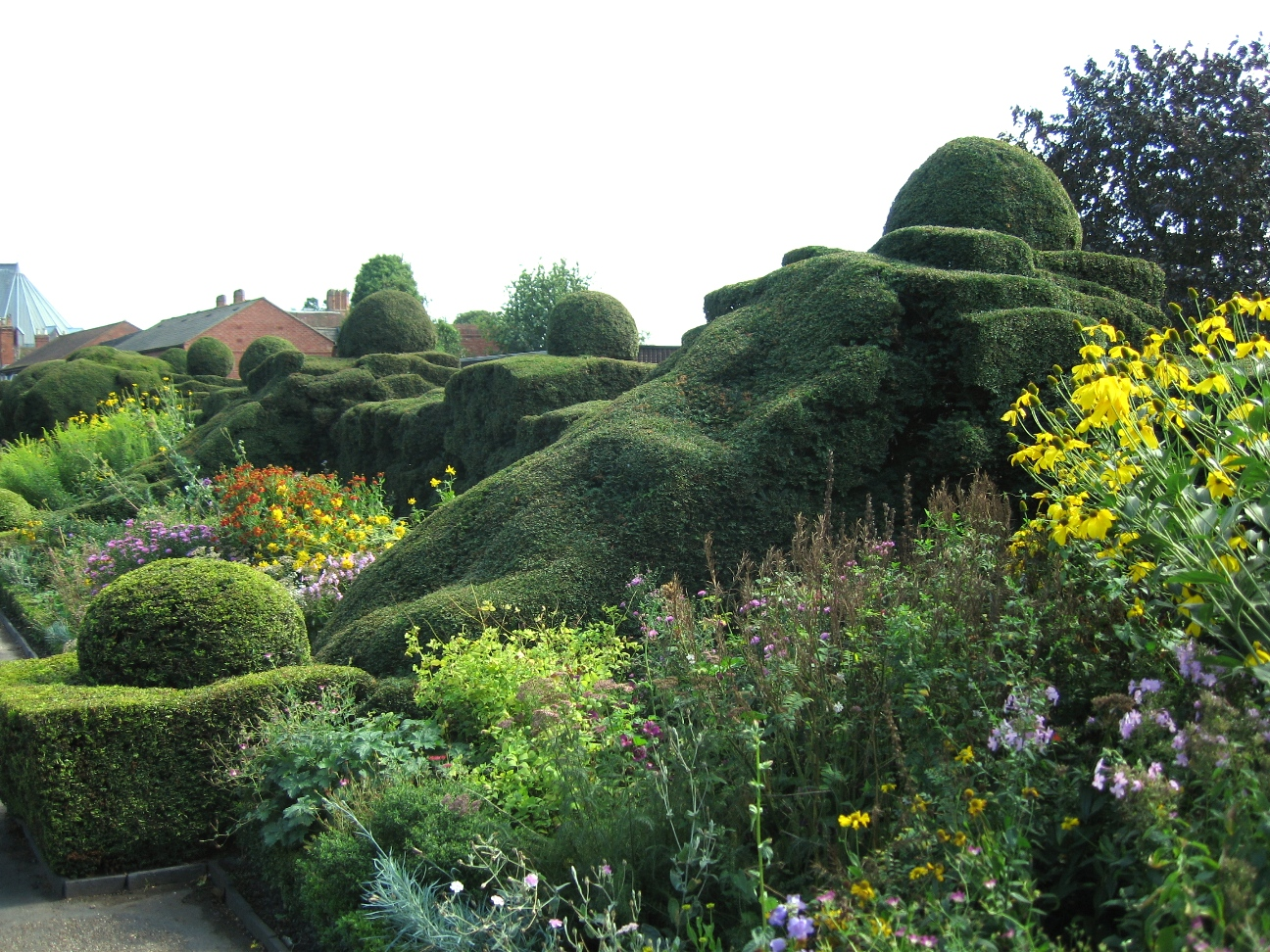
Great Garden, New Place, Stratford-upon-Avon.

El mayor jardín de Shakespeare es el que imaginativamente fue reconstruido por Ernest Law en New Place, Stratford-on-Avon, en la década de 1920. Este utilizó un grabado en madera de Thomas Hill, The Gardiners Labyrinth (Londres 1586), señalando en su cobertura de la prensa cuando el jardín se encontraba en fase de planificación, que se trataba de «sin duda debe haber consultado un libro de Shakespeare al exponer su propio Jardín de nudo».
El mismo grabado se usó en la disposición del Jardín de la Reina detrás del Palacio de Kew en 1969. En la obra Shakespeare's Garden, Stratford-upon-Avon (1922) de Ernest Law, con ilustraciones fotográficas que muestran parcelas acuarteladas en los patrones descritos por bordes recortados, verde y gris, cada uno centrado en las rosas que se cultivan según las normas, deberá haber proporcionado impulso al cultivo de muchas flores que llenaron los jardines de Shakespeare revivalistas de los años 20 y 30. Para los estadounidenses, Esther Singleton produjo: The Shakespeare Garden  (Nueva York, 1931). Las plantaciones mencionadas por Singleton y Law, como con la mayoría de los jardines de Shakespeare, le deben mucho a la generosa estética revivida en parte, pero en gran medida inventada tal como la tradición del "English cottage garden" que data de la década de 1870. Pocos intentos se hicieron en los planificados jardines revividos para mantener estrictamente a las plantas históricas, hasta que el National Trust lideró el camino en la década de 1970, con un jardín nudo en Little Moreton Hall, Cheshire, y el parterre restaurado en el Hampton Court Palace (1977).

## Desarrollos recientes
Los convencionalismos de los jardines de Shakespeare fueron lo suficientemente familiares en la década de 1920 que E.F. Benson establece la apertura de Mapp and Lucia (1931) en el no tan reciente de la viuda Lucía «Jardines de Perdita» en Riseholme , en palabras que simbolizan el toque seco de Benson:

El jardín de Perdita requiere unas palabras de explicación. Era una pequeña y encantadora parcela con una plazoleta frente a la fachada de madera de la cabaña, rodeada por setos de tejo y cruzado con caminos de rústico pavimento, cuidadosamente cubiertos con cantos de piedra, los que conducían a Wardour Street con su reloj de sol isabelino en el centro. Era alegre en la primavera con las flores (y no otras) de las que Perdita estaba prendada. Había "tenues violetas" y prímulas y narcisos, que vinieron antes que las golondrinas se atrevieran y se las llevaron los vientos (normalmente de abril) con la belleza. Pero ahora, en junio, la golondrina se había instalado hacia mucho tiempo, y cuando la primavera y los narcisos habían terminado, Lucía siempre permitió al jardín de Perdita un alcance más amplio, aunque todavía estrictamente Shakespeariano. Había eglantina en plena floración ahora, y madreselva y alhelíes y un montón de pensamientos para pensar, y lavandas (más de lo normal este año), por lo que el jardín de Perdita era alegre todo el verano.
He aquí, pues, esta mañana, que Lucía se sentó en el reloj de sol, toda en negro, en un banco de piedra en la que estaba grabado el lema 'Entra tú viento del norte, y sopla tú sur, que mi jardín de especias pueda resurgir renovado'. Sentada allí con poemas de Pepino y The Times se oscureció alrededor de un tercio de este texto, y la gruesa pequeña margarita oscurecía el resto...

## La flora de Shakespeare

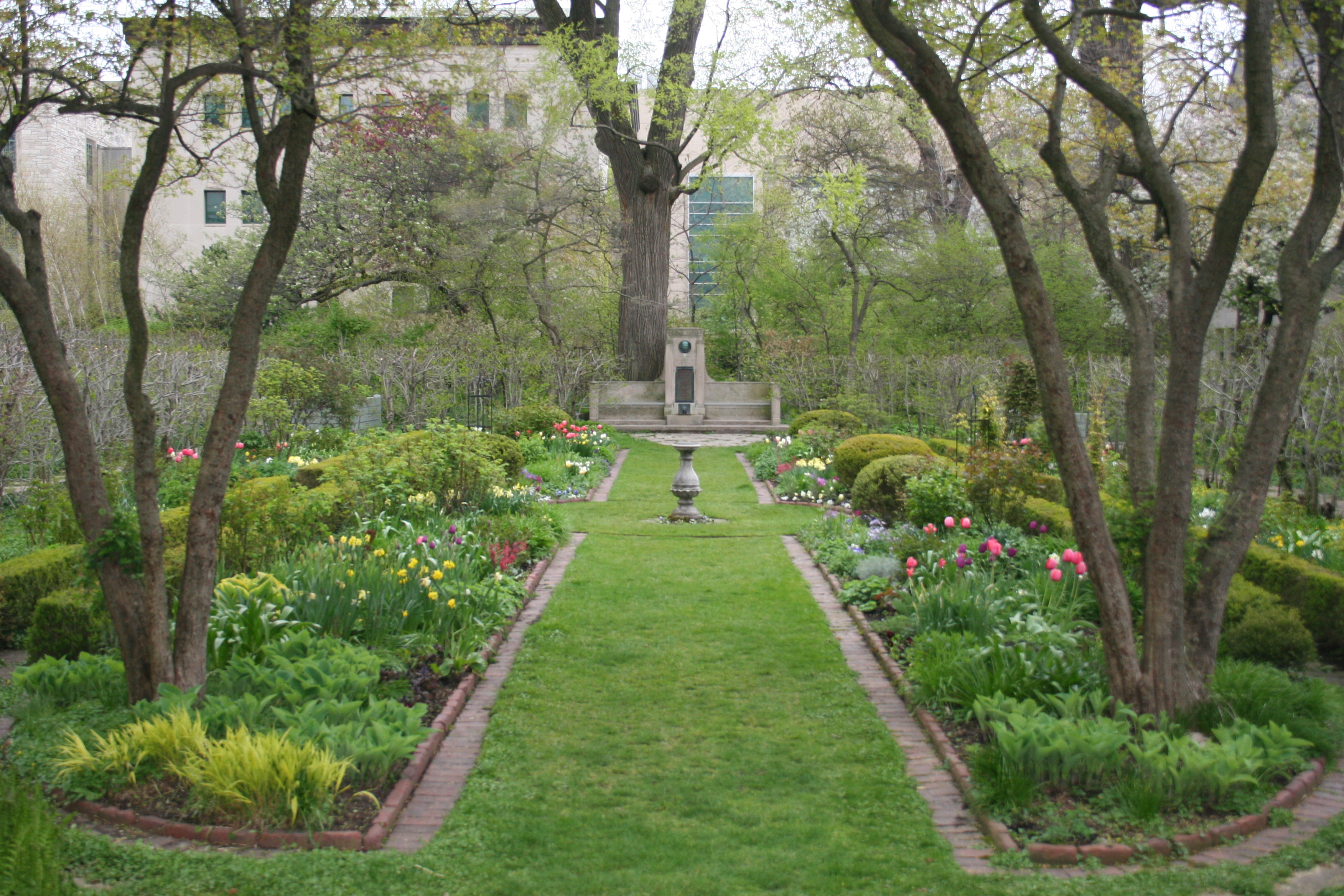
Shakespeare Garden, Evanston (Illinois), creado entre 1916 a 1929.

La mejor referencia conocida de Shakespeare de las plantas utilizadas con fines simbólicos, además de una mención pasajera, como en Romeo y Julieta, «What's in a name? That which we call a rose by any other name would smell as sweet» ['¿Qué hay en un nombre? Eso que llamamos una rosa con cualquier otro nombre olería igual de dulce']. is  Ophelia's speech from Hamlet:  
Ophelia: Hay romero, eso es para el recuerdo.
Recuerde, rece, amor. Y hay pensamientos, eso para pensar.
Laertes: ¡Un documento de la locura! Pensamientos y recuerdos perfilados.
Ophelia: Hay hinojo para ti, y aguileñas. Hay ruda para ti,
y esto es algo para mí. Podemos llamarla hierba de gracia para los domingos.
O, ¡usted debe usar la ruda con una diferencia! Hay una margarita. Yo
le daría unas violetas, pero se marchitaron todas cuando mi padre
murió. Dicen que tuvo un buen final.
Shakespeare también utiliza las plantas para el simbolismo histórico, como el desoje de rosas rojas y blancas en Henry VI (primera parte) para presagiar la lucha dinástica conocida como la Guerra de las Rosas que pondría fin al reinado del rey. Todos los nombres de las plantas que Shakespeare utiliza en sus obras se mencionan en los textos médicos clásicos o manuales de hierbas medievales.

## Central Park

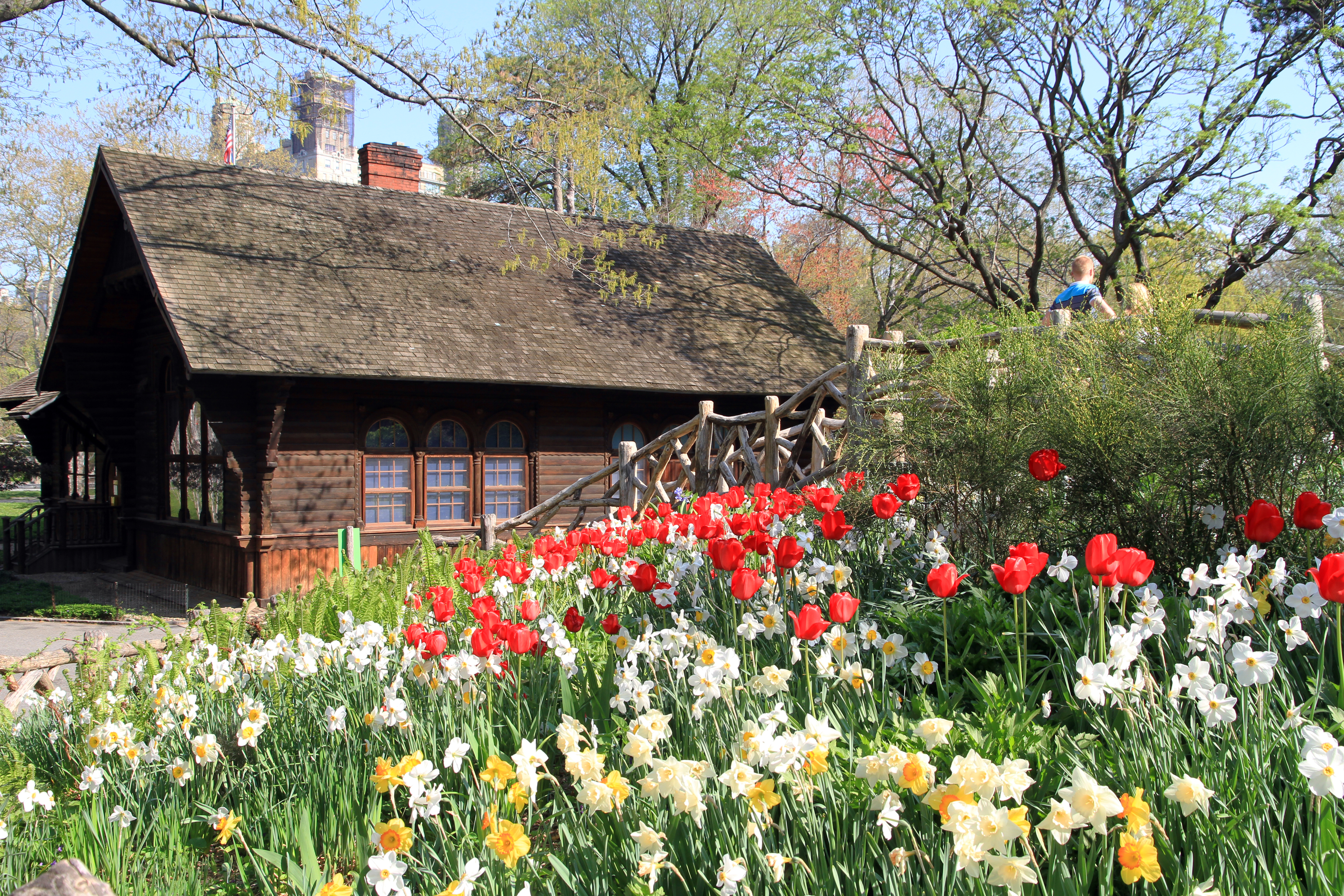
Shakespeare Garden en Central Park

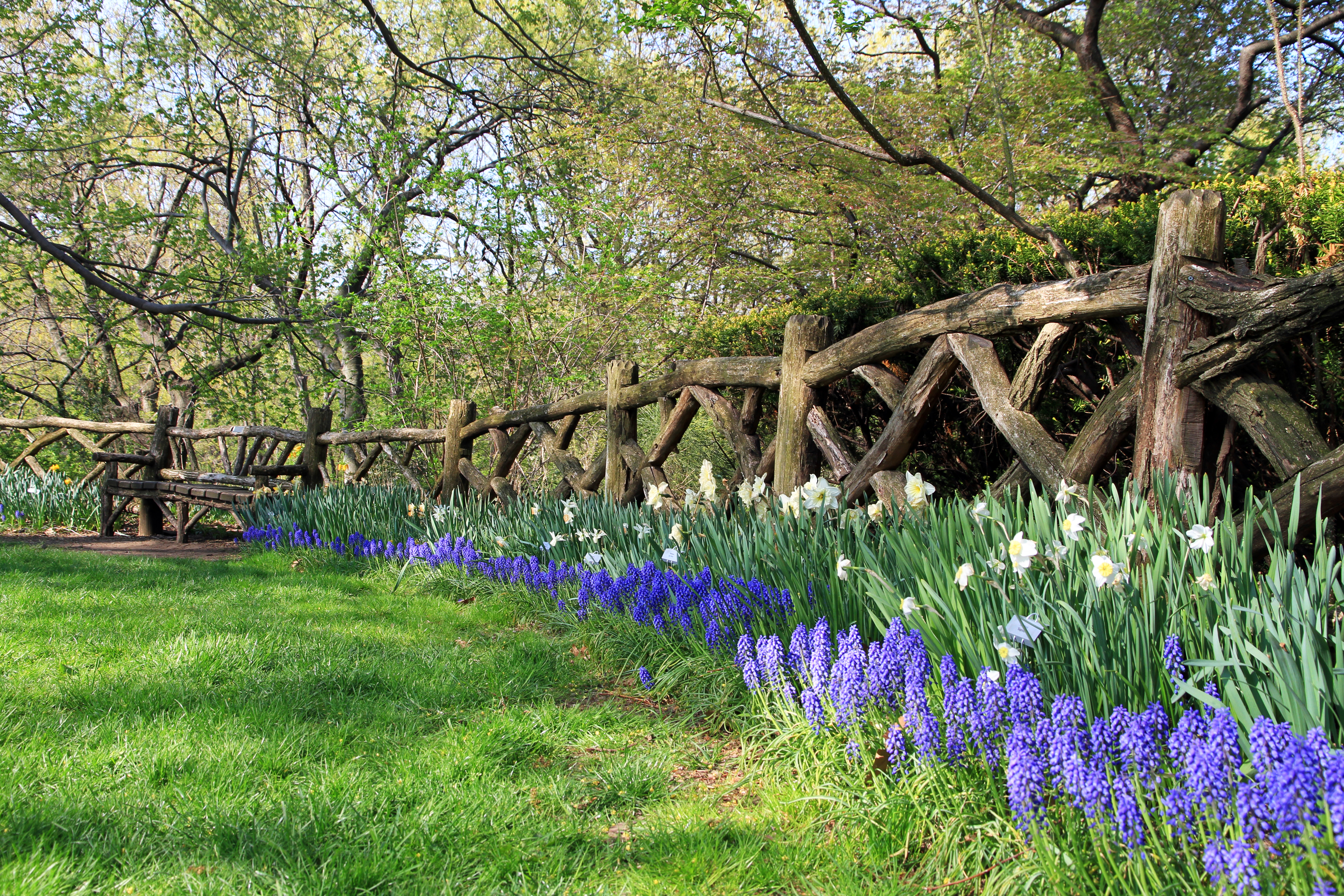
Shakespeare Garden en Central Park

Un jardín de Shakespeare temprano se añadió en el año del aniversario del 1916 a Central Park, ciudad de Nueva York. Incluía un injerto de un morera árbol que se dice que ha sido injertado de uno plantado por Shakespeare en 1602, pero ese árbol fue cortado por el Rev. Francis Gastrell, propietario de New Place.  El árbol cayó en una tormenta de verano en 2006 y se retiró. Este jardín se encuentra cerca del Delacorte Theater que alberga el New York Shakespeare Festival.  Según la información disponible en las páginas web de Central Park, el Jardín de Shakespeare no tiene todavía cultivadas algunas de las flores y las plantas mencionadas en sus obras.

## Cleveland
El rico tejido de asociaciones engendradas por los Shakespeare Gardens se ejemplifica en el Shakespeare Garden de Cleveland, Ohio, donde los caminos bordeados de hierbas, convergen en un busto de Shakespeare. La morera requisito, era de un esqueje enviado por el crítico de Sir Sidney Lee, una placa dice que a partir de un esqueje de la morera en New Place. Los olmos fueron plantados por E. H. Sothen y Julia Marlowe, robles por William Butler Yeats, y un lecho circular de rosas enviadas por el alcalde de Verona, de la tradicional tumba de Julieta, plantados por Phyllis Neilson-Terry, sobrina de Ellen Terry. Birnam fue representado por arces sicomoro de Escocia. El reloj de sol de la era bizantina, presentado por el actor de Shakespeare, Robert Mantell. Jarras plantadas con hiedra y flores fueron enviadas por Sir Herbert Beerbohm Tree, Rabindranath Tagore - como el "Shakespeare de la India" - y Sarah Bernhardt.

Los ejercicios inaugurales del Jardín de Shakespeare tuvieron lugar el 14 de abril de 1916, el año del tricentenario ... EH Sothen y Julia Marlowe fueron invitados de honor. Después de los discursos de bienvenida por parte de funcionarios de la ciudad y el alcalde Harry L. Davis, la orquesta tocó selecciones del El sueño de una noche de verano de Mendelssohn, y el Glee Club de la Escuela normal cantó arreglos corales de "Hark, Hark, la alondra" y de " ¿Quién es Sylvia? ". Un grupo de alumnos de secundaria ataviados con trajes de época isabelina acompañaron a los invitados a la entrada del jardín y se pusieron en guardia durante la plantación de los olmos dedicatorios .... La Srta. Marlowe culminó el procedimiento con sus lecturas de la escena de "flor de Perdita" del Cuento de invierno, el Soneto 54ª de Shakespeare, y los versos de la Star Spangled Banner  liderando a todos los presentes en el canto del Himno Nacional lo que llevó al impresionante evento a su final.

En años posteriores, el Shakespeare Garden Cleveland continuó siendo enriquecido en cada ocasión de las celebraciones de Shakespeare. Los sauces que flanquean la fuente fueron plantados por William Faversham y Daniel Frohman. Vachel Lindsay plantó un álamo y recitó su propio homenaje a Shakespeare. El novelista Hugh Walpole también  plantó un árbol. Aline Kilmer, la viuda del poeta soldado, Joyce Kilmer, hizo una visita en 1919, y el actor, Otis Skinner y el humorista, Stephen Leacock. David Belasco vino a plantar dos enebros.

## Algunos renombrados jardines de Shakespeare
| Localización                                                        | Lugar | Referencia                                                |
| ------------------------------------------------------------------- | --- | --------------------------------------------------------- |
| Bethel Public Library, Bethel (Connecticut)                         | Parque público o jardín botánico |                                                           |
| Brookfield Shakespeare's Garden, Brookfield (Connecticut)           | Parque público o jardín botánico |                                                           |
| Jardín Botánico de Brooklyn, Brooklyn (Nueva York)                  | Parque público o jardín botánico |                                                           |
| Misericordia University                                             | Universidad o college campus |                                                           |
| Shakespeare Garden (Evanston, Illinois) Evanston (Illinois)         | Parque público o jardín botánico |                                                           |
| Cleveland, Ohio                                                     | Parque público o jardín botánico |                                                           |
| Johannesburg Botanical Garden, África del Sur                       | Parque público o jardín botánico |                                                           |
| Central Park, New York City                                         | Public park, Shakespeare festival |                                                           |
| International Rose Test Garden, Portland (Oregón)                   | Parque público o jardín botánico | International Rose Test Garden                            |
| Golden Gate Park, San Francisco (California)                        | Parque público o jardín botánico | Archivado el 10 de septiembre de 2015 en Wayback Machine. |
| The Huntington, San Marino (California)                             | Parque público o jardín botánico |                                                           |
| Viena, Austria                                                      | Parque público o jardín botánico |                                                           |
| Herzogspark, Regensburg, Alemania                                   | Parque público o jardín botánico |                                                           |
| Wessington Springs (Dakota del Sur)                                 | Parque público o jardín botánico |                                                           |
| Illinois State University                                           | Universidad o college campus |                                                           |
| Kilgore College                                                     | Universidad o college campus |                                                           |
| Northwestern University                                             | Universidad o college campus |                                                           |
| St. Norbert College                                                 | Universidad o college campus |                                                           |
| University College of the Fraser Valley                             | Universidad o college campus |                                                           |
| University of Massachusetts                                         | Universidad o college campus |                                                           |
| The University of the South                                         | Universidad o college campus |                                                           |
| University of South Dakota                                          | Campus de la universidad |                                                           |
| Vassar College                                                      | Universidad o college campus |                                                           |
| Blount Cultural Park of the Alabama Shakespeare Festival            | Shakespeare festival |                                                           |
| Colorado Shakespeare Festival                                       | Shakespeare festival |                                                           |
| Illinois Shakespeare Festival                                       | Shakespeare festival |                                                           |
| Elizabethan Garden, Folger Shakespeare Library                      | Parque público o jardín botánico |                                                           |
| The Elizabethan Herb Garden, Mellon Park, Pittsburgh, PA            | Parque público o jardín botánico |                                                           |
| The University of Tennessee at Chattanooga                          | Campus de la universidad | Archivado el 20 de abril de 2013 en Wayback Machine.      |
| Shakespeare Garden in Cedar Brook Park, Plainfield, New Jersey, USA | Parque público o jardín botánico. Operated by the Union County Park system, it was established in 1927. The Garden appears on the National Register of Historic Places. |                                                           |